# Acuña-Insel
Die Acuña-Insel (englisch Acuña Island, in Argentinien Roca Acuña, in Chile Islote Acuña) ist eine kleine Insel im Archipel der Südlichen Orkneyinseln, die 300 m entfernt vom Point Rae vor der Südküste der Laurie-Insel liegt.
Kartiert wurde sie 1903 von Teilnehmern der Scottish National Antarctic Expedition (1902–1904) unter der Leitung des Polarforschers William Speirs Bruce. Bruce benannte sie nach dem argentinischen Meteorologen Hugo Alberto Acuña (1885–1953), der im Jahr 1904 auf den Südlichen Orkneyinseln stationiert war.